# Glareolidae
Famille
Les Glareolidae (ou glaréolidés en français) sont une famille d'oiseaux constituée de 4 genres et de 17 espèces existantes. Ces espèces sont nommées courvites et glaréoles.

## Description
Ce sont des oiseaux limicoles à l'aspect de pluvier ou de sterne (de 17 à 29 cm), aux ailes longues à très longues, et pattes longues ou relativement courtes.

## Habitats et répartition
Ils fréquentent l'Ancien Monde, surtout les régions tropicales, avec la plus grande diversité en Afrique. On les trouve des déserts à la savane, avec quelques espèces inféodées à l'eau. La plupart vivent à basse altitude, mais on peut parfois en voir jusqu'à 2 000 m et même plus haut.

## Systématique

### Sous-familles
La famille est divisée en 2 sous-familles[réf. nécessaire] :
- les cursoriinés,
- les glaréolinés.

Le genre Dromas Paykull, 1805, temporairement intégré dans cette famille dans la classification de Sibley est de nouveau considéré comme seul représentant de la famille des Dromadidae.

### Liste des genres et des espèces
D'après la classification de référence (version 14.1, 2024) de l'Union internationale des ornithologues, il y a 17 espèces de Glareolidae réparties en 4 genres (ordre philogénique) :
- Rhinoptilus Strickland, 1852 (4 espèces) ;
- Cursorius Latham, 1790 (5 espèces) ;
- Stiltia Gray, GR, 1855 (1 espèce) ;
- Glareola Brisson, 1760 (7 espèces).

## Phylogénie

### Place au sein de l'ordre
Phylogénie des familles de Charadriiformes du sous-ordre Lari, selon Tree of life :
|  | Dromadidae  |
|  |             |
|  | Glareolidae |
|  |             |

|  | Laridae                                                    |
|  |                                                            |
|  | \| \| Alcidae \| \| \| \| \| \| Stercorariidae \| \| \| \| |
|  |                                                            |
|  | Alcidae                                                    |
|  |                                                            |
|  | Stercorariidae                                             |
|  |                                                            |

|  | Alcidae        |
|  |                |
|  | Stercorariidae |
|  |                |

|  | Dromadidae  |
|  |             |
|  | Glareolidae |
|  |             |

|  | Laridae                                                    |
|  |                                                            |
|  | \| \| Alcidae \| \| \| \| \| \| Stercorariidae \| \| \| \| |
|  |                                                            |
|  | Alcidae                                                    |
|  |                                                            |
|  | Stercorariidae                                             |
|  |                                                            |

|  | Alcidae        |
|  |                |
|  | Stercorariidae |
|  |                |

|  | Dromadidae  |
|  |             |
|  | Glareolidae |
|  |             |

|  | Laridae                                                    |
|  |                                                            |
|  | \| \| Alcidae \| \| \| \| \| \| Stercorariidae \| \| \| \| |
|  |                                                            |
|  | Alcidae                                                    |
|  |                                                            |
|  | Stercorariidae                                             |
|  |                                                            |

|  | Alcidae        |
|  |                |
|  | Stercorariidae |
|  |                |

|  | Dromadidae  |
|  |             |
|  | Glareolidae |
|  |             |

|  | Laridae                                                    |
|  |                                                            |
|  | \| \| Alcidae \| \| \| \| \| \| Stercorariidae \| \| \| \| |
|  |                                                            |
|  | Alcidae                                                    |
|  |                                                            |
|  | Stercorariidae                                             |
|  |                                                            |

|  | Alcidae        |
|  |                |
|  | Stercorariidae |
|  |                |